# Aeroportul Guapi
Aeroportul Guapi (IATA: GPI, ICAO: SKGP) este un aeroport din Departamentul Cauca, Columbia ce deservește zona Guapí⁠(d). Aeroportul a fost tranzitat în 2022 de 66.828 de pasageri.
Situat la o altitudine de 50 m, aeroportul dispune de o singură pistă. Este operat de Colombian Civil Aviation Authority⁠(d).